# Dolenje Laknice
Dolenje Laknice so naselje v Občini Mokronog - Trebelno.